# Рудник (городской округ Воркута)
Рудник — бывший посёлок городского типа в Республике Коми Российской Федерации. Вошёл в черту города Воркута. Ныне заброшен, путь из Воркуты к нему доступен по подвесному пешеходному мосту, который находится в аварийном состоянии. Население в посёлке отсутствует.

## География
Находился на северо-востоке республики, к западу от отрогов Полярного Урала, в Большеземельской тундре на месте разведанных запасов каменного угля на правом берегу реки Воркуты, напротив главной части города Воркута. 

## История
Основан в 1931 году, заброшен в 80-х — 90-х годах XX века.

## Инфраструктура
В посёлке работал ремонтно-механический завод, дом культуры, детский сад, школа, управление Полярноуралгеологии. 

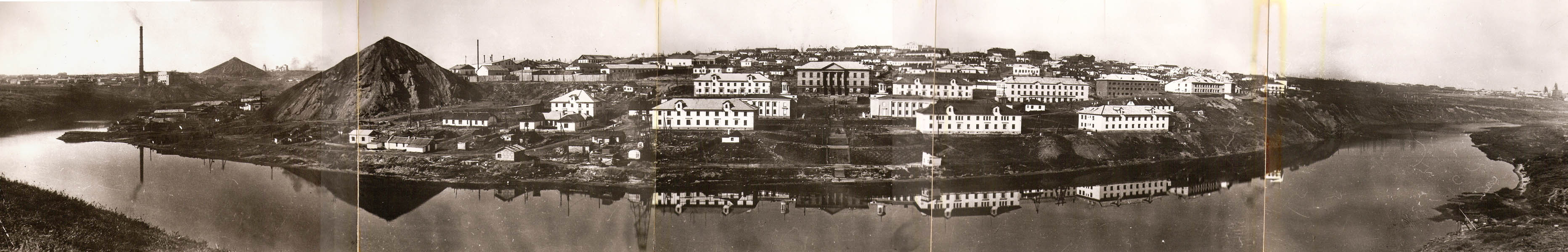
Рудник в конце 1950-х